# Zentrale Untersuchungsstelle der Bundeswehr für Technische Aufklärung

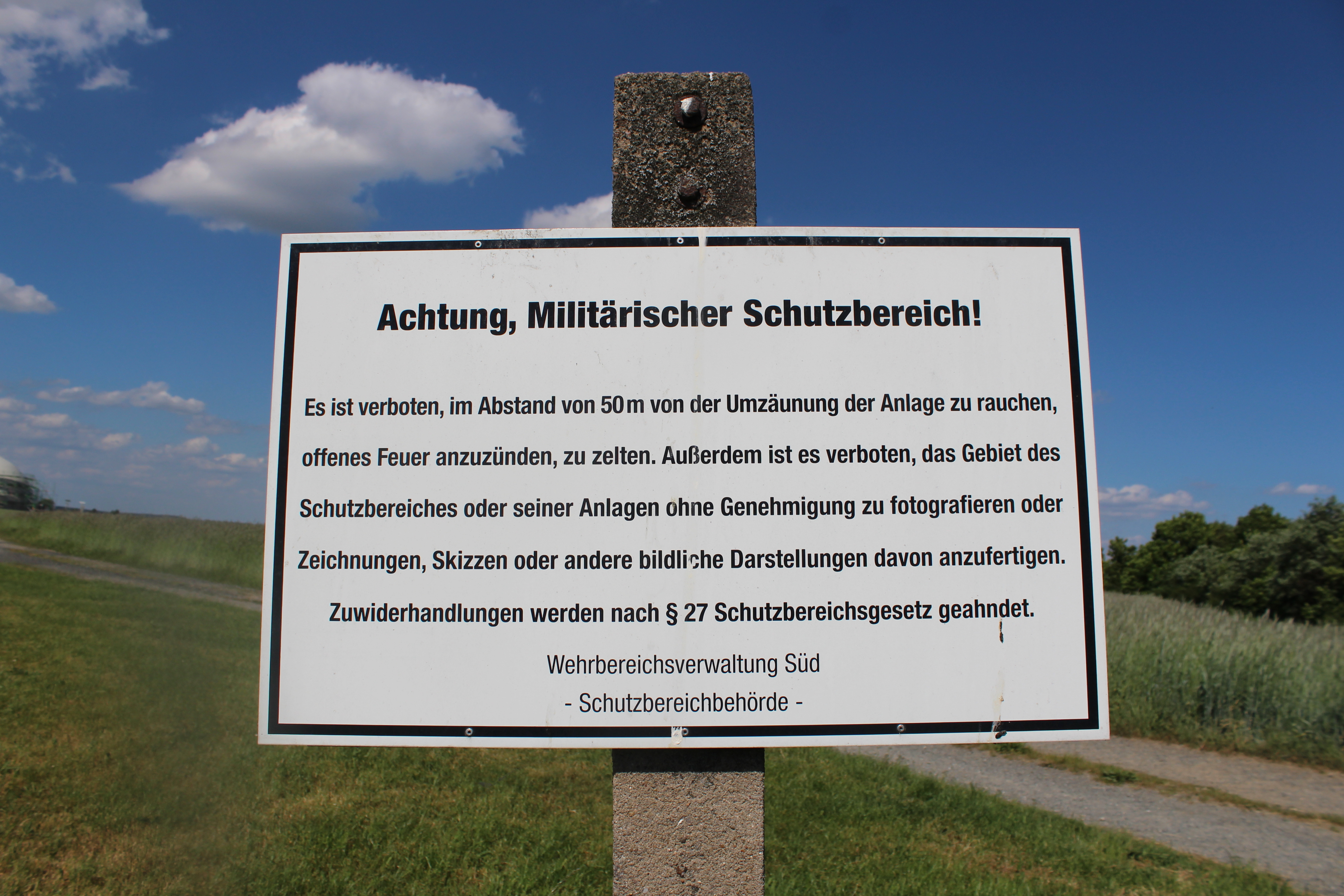
Hinweisschild Militärischer Schutzbereich nahe der Zentralen Untersuchungsstelle.

Die Zentrale Untersuchungsstelle der Bundeswehr für Technische Aufklärung (ZU-StelleBwTAufkl) ist eine militärische Dienststelle der Bundeswehr im Organisationsbereich Cyber- und Informationsraum, die dem Kommando Aufklärung und Wirkung unmittelbar nachgeordnet ist. Sie ist in der Oberfranken-Kaserne in Hof (Bayern) stationiert.

## Auftrag
Die Untersuchungsstelle betreibt technisch-wissenschaftliche und technische Analysen im Rahmen der Technischen Aufklärung der Bundeswehr. Sie untersucht, entwickelt, realisiert und stellt Verfahren und prototypische Labormuster auf der Basis wissenschaftlicher Methoden für die Erfassung, technische Analyse, Auswertung und die Elektronische Kampfführung für das Kommando Strategische Aufklärung, die Teilstreitkräfte, das Militärische Nachrichtenwesen und nationale Sicherheitsbehörden mit vergleichbaren Aufgaben bereit.
Die Untersuchungsstelle hat eine einzigartige Stellung innerhalb der Fernmelde- und Elektronischen Aufklärung. Sie ist einsatzorientiert und -unterstützend ausgerichtet. Als Bindeglied zwischen technisch-wissenschaftlicher Arbeit und praktischer Umsetzung der Ergebnisse für den Einsatz der Bundeswehr trägt sie zur Erhöhung des Schutzes und der Überlebensfähigkeit deutscher Streitkräfte bei.

## Geschichte

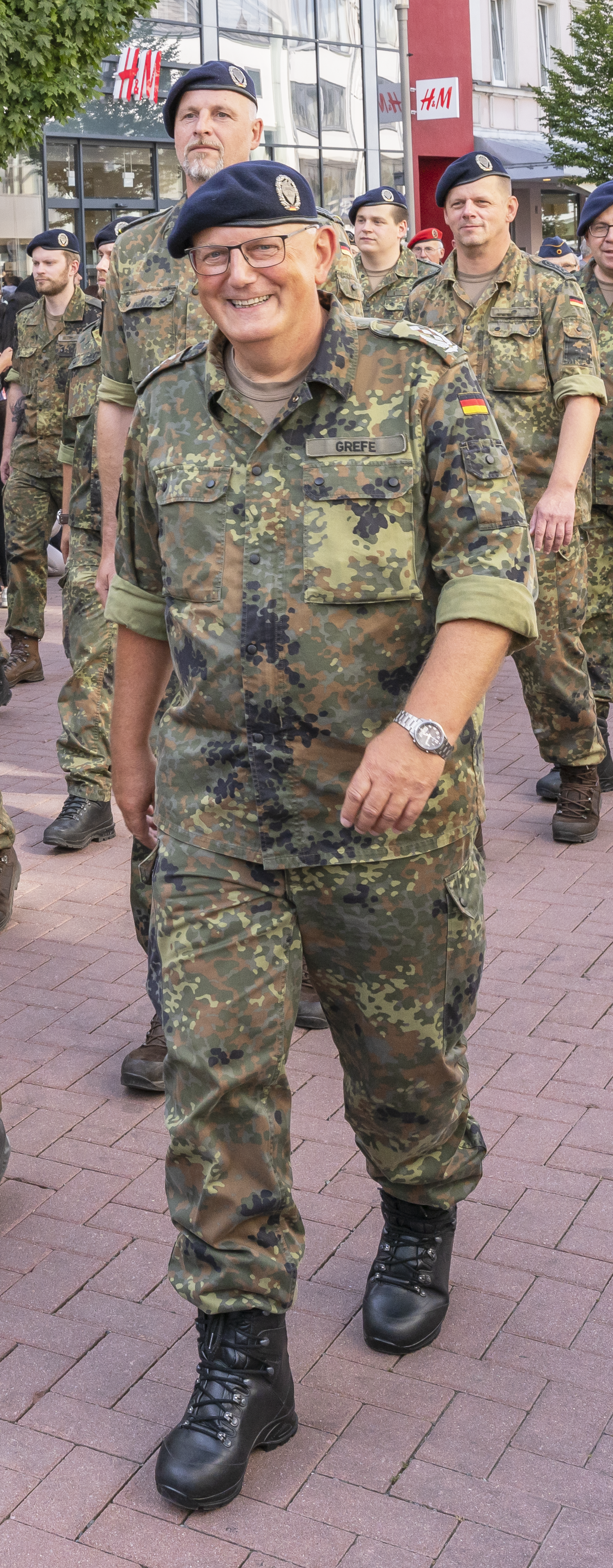
Grefe (2024)

1971 wurden die technischen Anlagen der US-Army in Hof von der Bundeswehr übernommen. Bis 1996 hieß die Untersuchungsstelle „Fernmelde- und Radarstelle der Bundeswehr“. Mit den Auslandseinsätzen der Bundeswehr kamen wesentliche neue Tätigkeitsfelder hinzu. Die Untersuchungsstelle ist seit Anfang 2002 dem Kommando Strategische Aufklärung unterstellt, davor dem Amt für Nachrichtenwesen der Bundeswehr. Bis Juli 2013 hieß die Kaserne der Untersuchungsstelle General-Hüttner-Kaserne.
Im März 2019 übernahm der 53-jährige Oberst Torsten Grefe das Kommando von Oberst Norbert Reineke, der die Untersuchungsstelle knapp 15 Jahre geleitet hatte. Der Leiter der Untersuchungsstelle ist zugleich Standortältester. Aus Anlass der Kommandoübergabe wurde der Untersuchungsstelle erstmals eine Truppenfahne und ein Fahnenband verliehen.
Für 30 Millionen Euro sollte die Untersuchungsstelle ein neues 2300 Quadratmeter großes Büro- und Laborgebäude erhalten, das 2021 fertiggestellt werden sollte. Die Antennen- und Empfangsanlage wird ebenfalls erneuert.